# Ureus

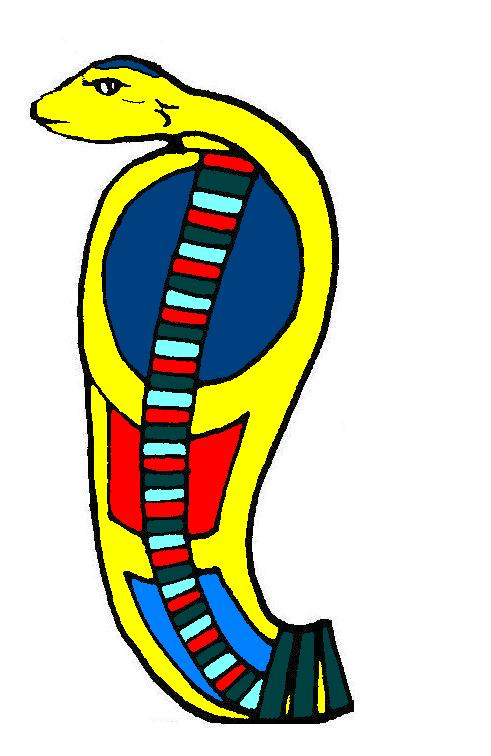
Ureus

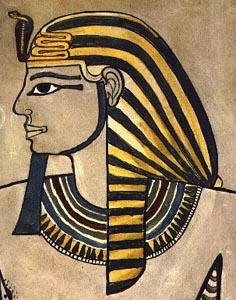
Amenhotep II. se šátkem nemes ozdobeným Ureem

| i | a&r&t | I15 |

| i | a&r&t | I15 |

| I12 |

| I12 |

Ureus (v latinizované podobě též uraeus; v Egyptštině iaret) je označení užívané v egyptologii pro jeden z hlavních prvků královské ikonografie a symbolů královské moci ve starověkém Egyptě v podobě vztyčené kobry na čelence panovníků a později také některých jejich významných manželek. Byla mu přisuzována značná ochranná moc: zosobňoval v sobě samu podstatu všech mimořádných lidských i božských sil spojujících se v královském úřadu. Název v této podobě (ὐραῖος) použil v pozdně antické řečtině ve 4. století Hórapollón ve svém pojednání o hieroglyfech. Jiné antické prameny užívají termín βασιλισκος – „královská koruna“, původní egyptské označení bylo iaret – „vztyčující se (hadí bohyně)“.
Původ symbolu není zcela objasněn. Bývá odvozován od bohyně Vadžety v podobě kobry jako ochránkyně prehistorických vládců dvojměstí Pe a Dep (pozdější město Peruadžet), nebo od specifické kadeře pravěkých libyjských náčelníků. Na čele nebo na pokrývkách hlavy králů je ureus doložen od počátku historické doby, o něco pouzději se objevuje také u některých bohů. Pravidelnou součástí královských regálií je nejpozději od Střední říše. Je využíván jako součást královského oděvu, šperků a jiných ozdob, ale i dalších předmětů. Zejména od doby Amenhotepa III. je hojně využíván jako součást složitých korun kombinujících jej se sluneční symbolikou. Pro svou výjimečnost byl používán výhradně v souvislosti s osobou krále, jeho využití soukromými osobami je jen ojedinělé. Naprosto výjimečné je připojení urea k vyobrazení poraženého libyjského náčelníka prosícího o milost ze zádušního chrámu Sahurea.
Mytologicky, kromě svého ztotožňování s bohyní Vadžetou, je ureus spojován zejména se slunečním bohem Reem – je pokládán za Reovo oko.